# فرانتس برنرایتر
فرانتس برنرایتر (انگلیسی: Franz Bernreiter؛ زادهٔ ۱۳ فوریهٔ ۱۹۵۴) ورزشکار دوگانه اهل آلمان است.